# Můstek (stanice metra)
Můstek je nejvytíženější přestupní stanice pražského metra. Křižují se zde dvě linky – A a B. 
Stanice linky A (zkratka MS-A) se nachází pod dolní částí Václavského náměstí, s výstupy na Můstku, jak se říká spodní části u ulice Na Můstku, a „uprostřed“ náměstí, kde jej protíná osa ulic Vodičkova a Jindřišská. Novější stanice linky B (MS-B) se nachází pod Jungmanovým náměstím a koncem Národní třídy (stanice metra jménem Národní třída má však vstup z ulice Spálená).
Název původně pochází od středověkého můstku přes hradební příkop (viz ulice Na příkopě) někdejších staroměstských hradeb, jehož pozůstatek byl nalezen při výstavbě stanice trasy A a je k vidění v jejím vestibulu.

## Historie

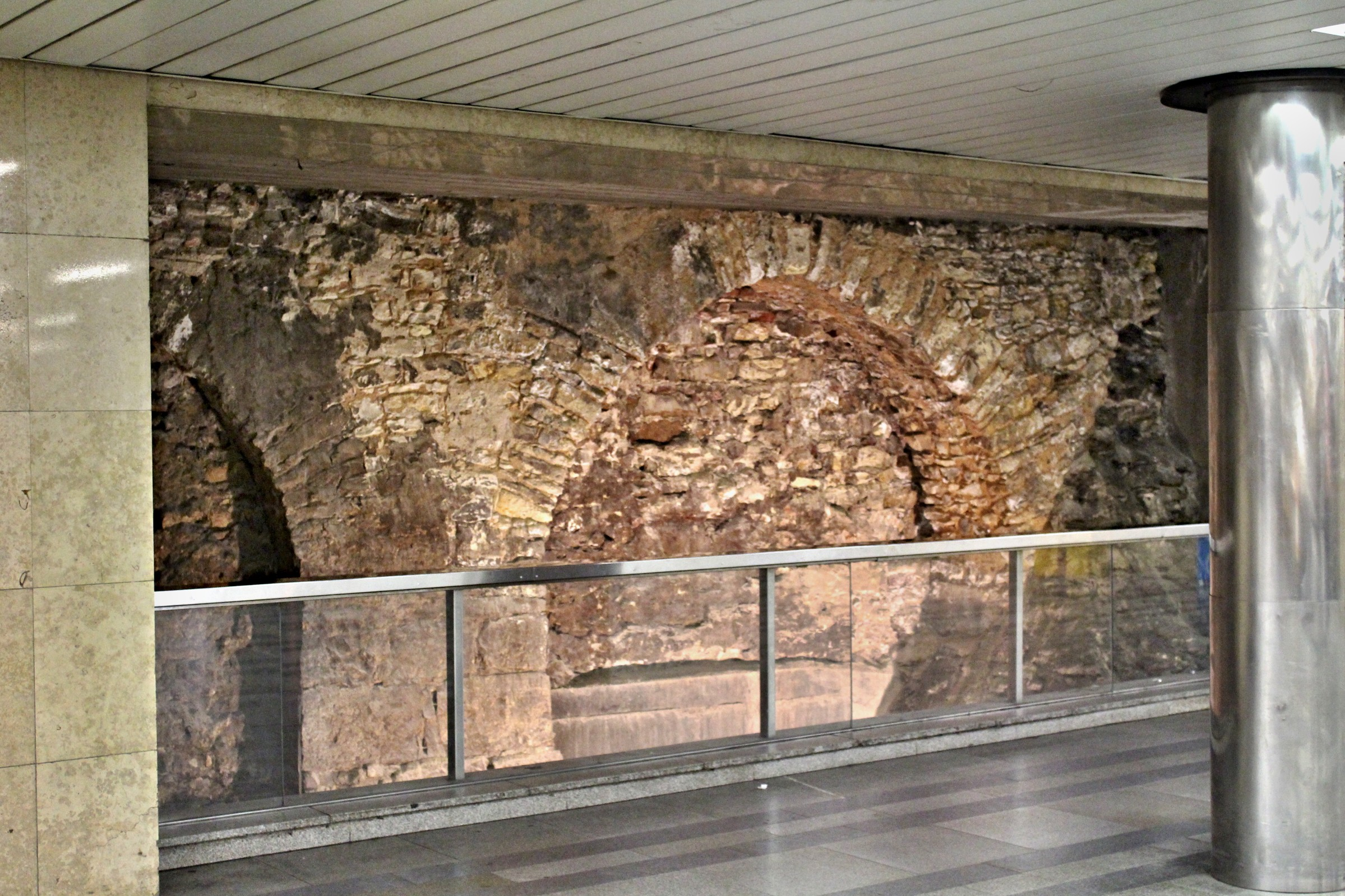
Oblouky středověkého můstku ve vestibulu Můstek (linka A)

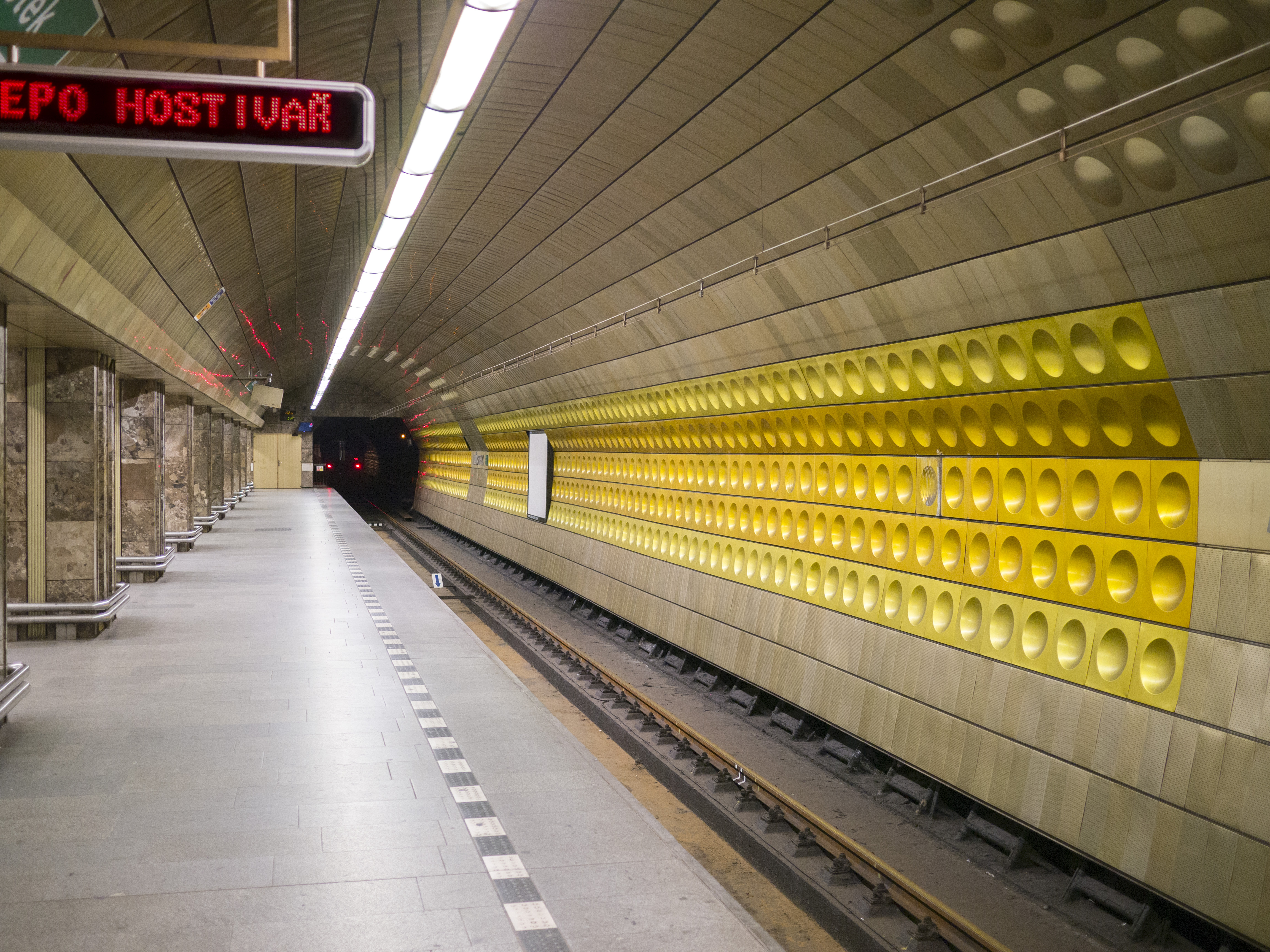
Boční loď stanice Můstek (linka A)

Již v prvních projektech byla zmiňována linka metra pod Václavským náměstím a pod neasanovanou částí Starého Města. Vedení současných linek A i B se objevovalo i v dalších projektech z 20. a 30. let 20. století, a tak bylo jasné, že bude nutné v místě jejich křížení vybudovat přestupní stanici. S tím se začalo nakonec v první polovině 70. let; nová stanice umístěná v ose Václavského náměstí byla umístěna 29 m pod povrchem a využit byl rovněž i podchod pod tehdy rušnou dopravní křižovatkou z let šedesátých.
Na lince A byl Můstek tedy otevřen roku 1978, jednalo se tehdy o jedinou raženou sloupovou stanici, a to jak v pražském metru, tak i na úseku I.A. Vybudování stanice stálo 700 milionů tehdejších korun. Na lince B pak mohou cestující Můstek využívat již od roku 1985, tato část stanice byla zprovozněna v rámci otevření úseku metra I.B Vzhledem k tomu bylo nutné do střední lodi stanice Můstek umístit přestupní eskalátory, což do jisté míry zmenšilo prostor pro cestující.
Celá výstavba stanice na lince B v letech 1977 až 1985 stála 552 mil. Kčs a vynutila si přenesení sochy Jungmanna dále od středu náměstí.
Během povodní v srpnu 2002 došlo nejprve k zaplavení dolní části stanice (tj. na lince B), a to ve směru od Náměstí Republiky. Nástupiště se sice naplnilo vodou, avšak hladina nějakou dobu nestoupala výše po přestupních chodbách k nástupišti na lince A, neboť byly uzavřeny tlakové uzávěry. A to jak oba dva v samotných přestupních chodbách, tak i další v kabelovém tunelu. Tam však došlo vzhledem k tlaku k proražení příčky a voda si tak nakonec našla cestu i do vyšší části stanice a odsud do úseku metra A mezi Muzeem (včetně) a Malostranskou (včetně).
8. dubna 2004 byla ukončena rekonstrukce vestibulu v této části stanice, která souvisela s přestavbou budovy nad ním stojící.
Dne 1. března 2016 byla stanice na linkách A i B bezbariérově zpřístupněna pro osoby s omezenou schopností pohybu a orientace pomocí osobního výtahu, který zároveň umožňuje přestup mezi stanicí Můstek na trase A a B. Zprovozněním výtahu ve stanici Můstek začátkem roku 2016 došlo k bezbariérovému zpřístupnění všech tří (resp. šesti) přestupních stanic pražského metra.

## Charakteristika stanice na trati A
Stanice je trojlodní, ražená s plnou délkou středního tunelu 167 m a 24 páry sloupů (vzhledem k vysokému vytížení nebyly použity prostupy, což velmi ztěžovalo výstavbu jak na lince A tak i na lince B). Nachází se 29,3 m pod povrchem, má 2 výstupy – jeden vychází eskalátorovým tunelem do podpovrchového vestibulu, který se nachází přímo v polovině Václavského náměstí a druhý vede obdobně pod křižovatku Můstek. Eskalátory zde byly použity nejdříve sovětské, v roce 1993 byly jako první ze všech na lince A vyměněny, a to oba.
Sloupy jsou obložené hnědým dekorativním kamenem, strop střední lodi a stěny za nástupištěm pak hliníkovými eloxovanými výlisky ve žluté a zlatavé barvě.

## Charakteristika stanice na trati B
Stanice se nachází pod ulicí 28. října, 10 m pod úrovní nástupiště na trati A, 40,3 m pod povrchem. Je trojlodní sloupová, s převýšenou střední lodí s raženými přestupními chodbami po průměru 5,1 a 9,2 m. Má jen jeden výstup a vestibul, teoreticky je ale možné dobudovat výstup druhý do prostoru Myslbek nebo Černá Růže.

## Vestibuly
Stanice Můstek má tři vestibuly:

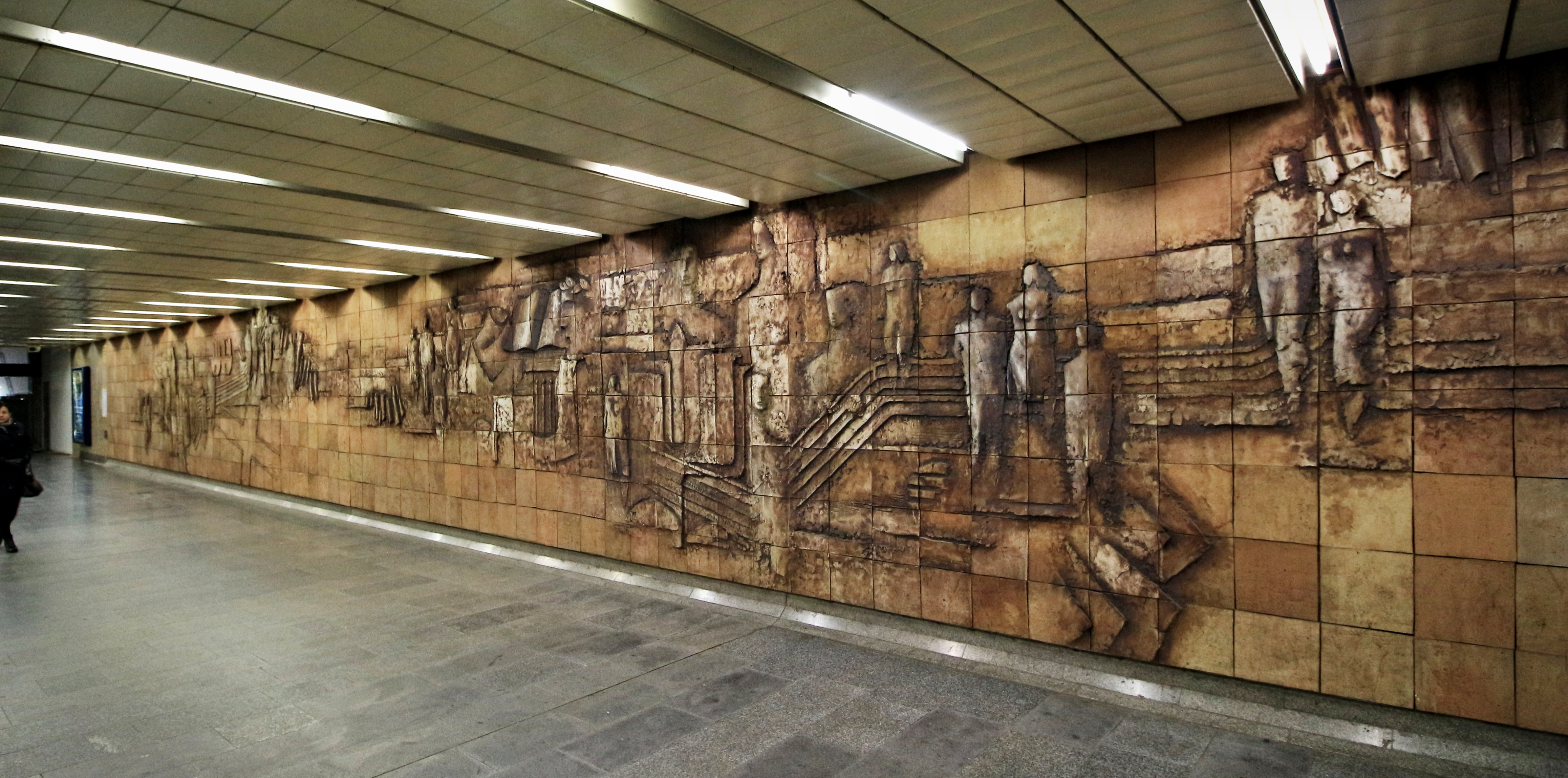
Plastika v podzemním vestibulu stanice z Jugmannova náměstí

- Vestibul pod křižovatkou Na Můstku – je severním vestibulem stanice Můstek A. Nachází se přesně pod křižovatkou, kde je dnes pěší zóna a částečně pod obchodním domem. Vede z něj sedm výstupů do přilehlých ulic. Východ z metra je umístěn uprostřed něj. Jeho součástí je také středověký Můstek, který dal celé oblasti jméno a skleněná vitráž od Stanislava Kostky, která má symbolizovat spolupráci zemí RVHP.

- Vestibul pod Václavským náměstím – jedná se o jižní vestibul stanice Můstek A. Existoval již dříve, jako první podchod v tehdejší ČSSR v 60. letech. V 70. letech sem byl pak výstup z metra dodatečně dostavěn. Na povrch vede odsud celkem 9 výstupů po krátkých eskalátorech a pevných schodištích.

- Vestibul pod Jungmannovým náměstím – je nejmladší ze všech tří vestibulů, je to západní vestibul stanice Můstek B a jediný její přímý výstup. Umístěn je pod tímto náměstím, vede z něj pět výstupů po krátkých eskalátorech do přilehlých ulic. Uprostřed něj je krátký eskalátorový tunel, vedoucí pod jeho úroveň a napojující se na další, který vychází přímo z nástupiště stanice. Mezi oběma eskalátory je úhel 90°. Na jedné stěně vestibulu je umístěna dekorativní keramická stěna s tematikou Prahy.

## Přestupní chodby
Stanice se nenacházejí přesně nad sebou (konkrétně Můstek A je mírně východněji od Můstku B), proto jsou spojené dvěma dlouhými přestupními chodbami. První z nich vychází z prostředku nástupiště stanice Můstek B po schodišti, vedeným kolmo k její ose nad její úroveň, a pokračuje tunelem pro pěší až pod stanici Můstek A, do níž je vyveden pomocí několika krátkých eskalátorů, ústících přímo do střední lodi nástupiště stanice. Druhý pak vede z východního konce stanice Můstek B po pevném schodišti přímo pod nástupiště Můstku na lince A a spojuje se tam s přestupní chodbou první.
Pražané si častokrát stěžují na spletitost chodeb, vzhledem ke geologické situaci pod Václavským náměstím však nemohly být postaveny tak, jako je tomu například u stanice Muzeum.

## Fotogalerie

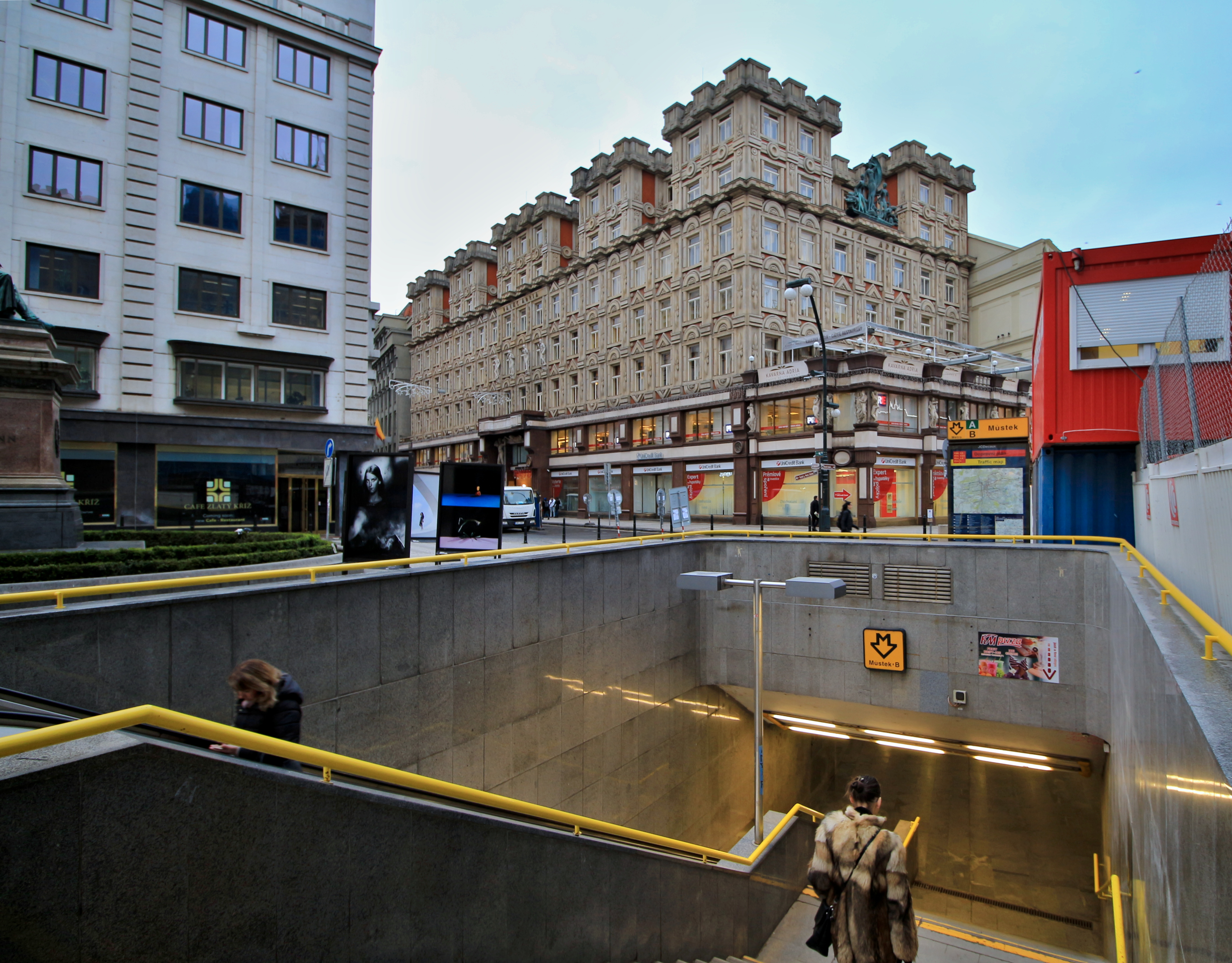
Vstup do stanice z Jungmannova náměstí
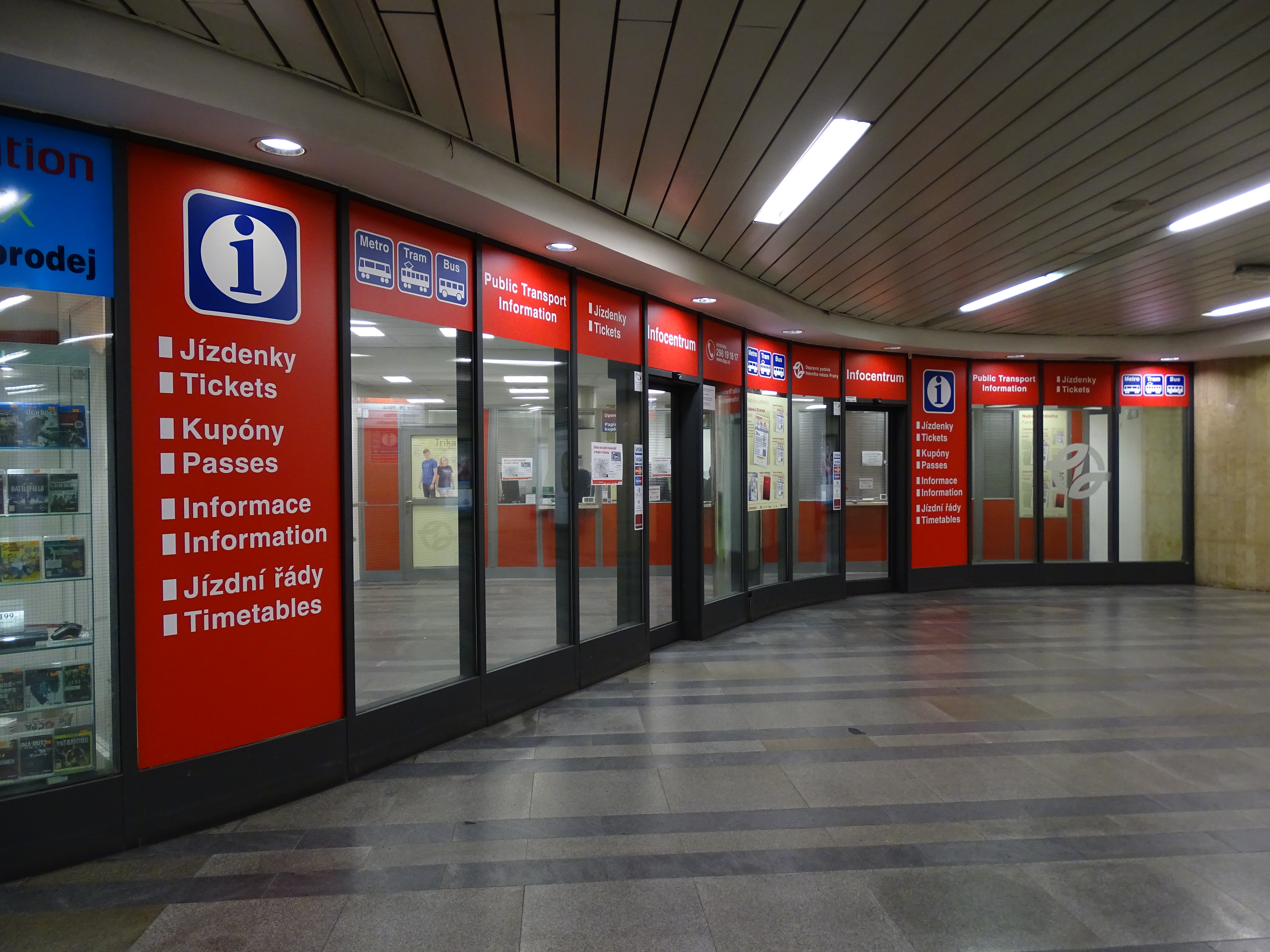
Informační středisko DPP ve vestibulu stanice.
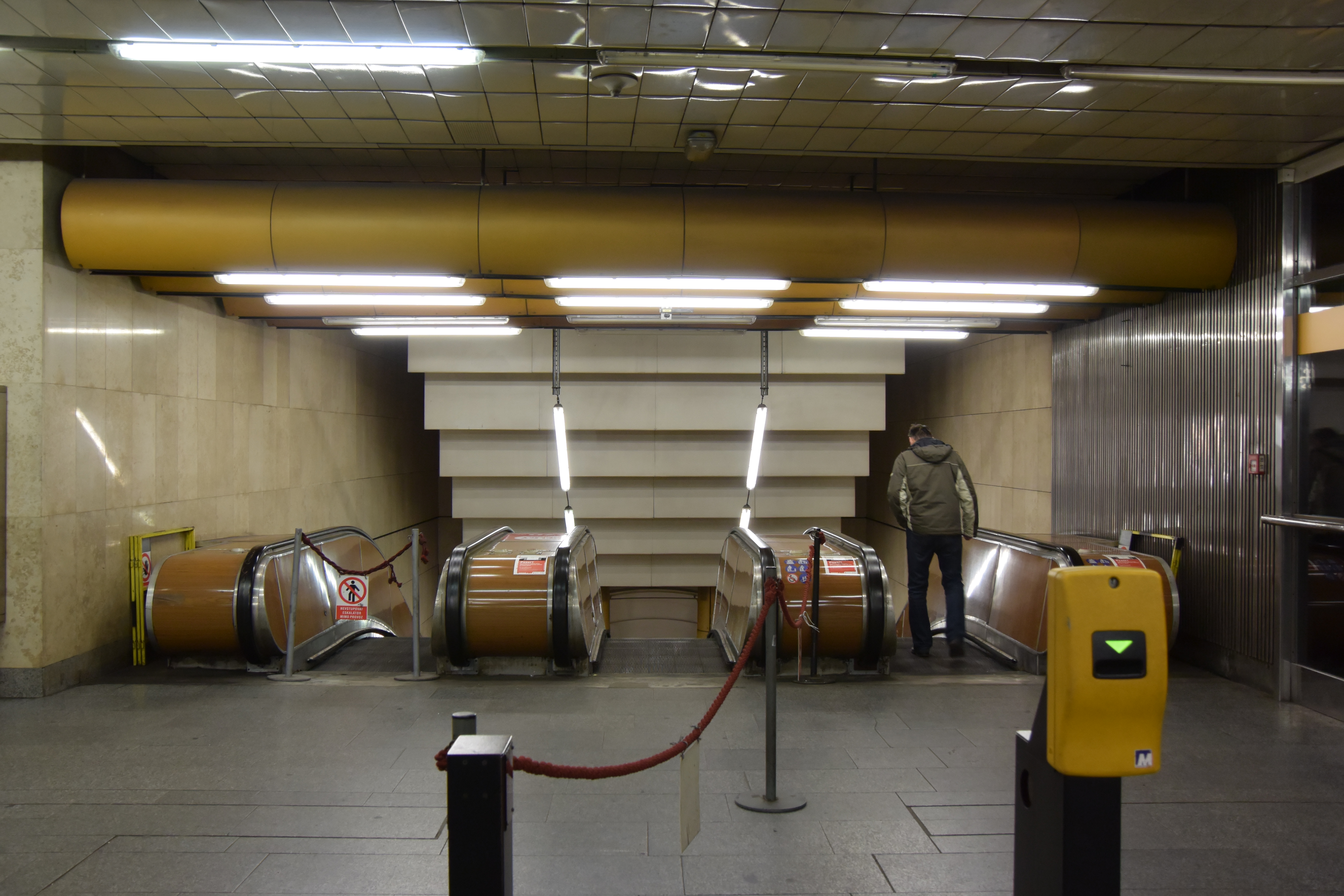
Eskalátor z mezipatra k nástupišti (linka B)
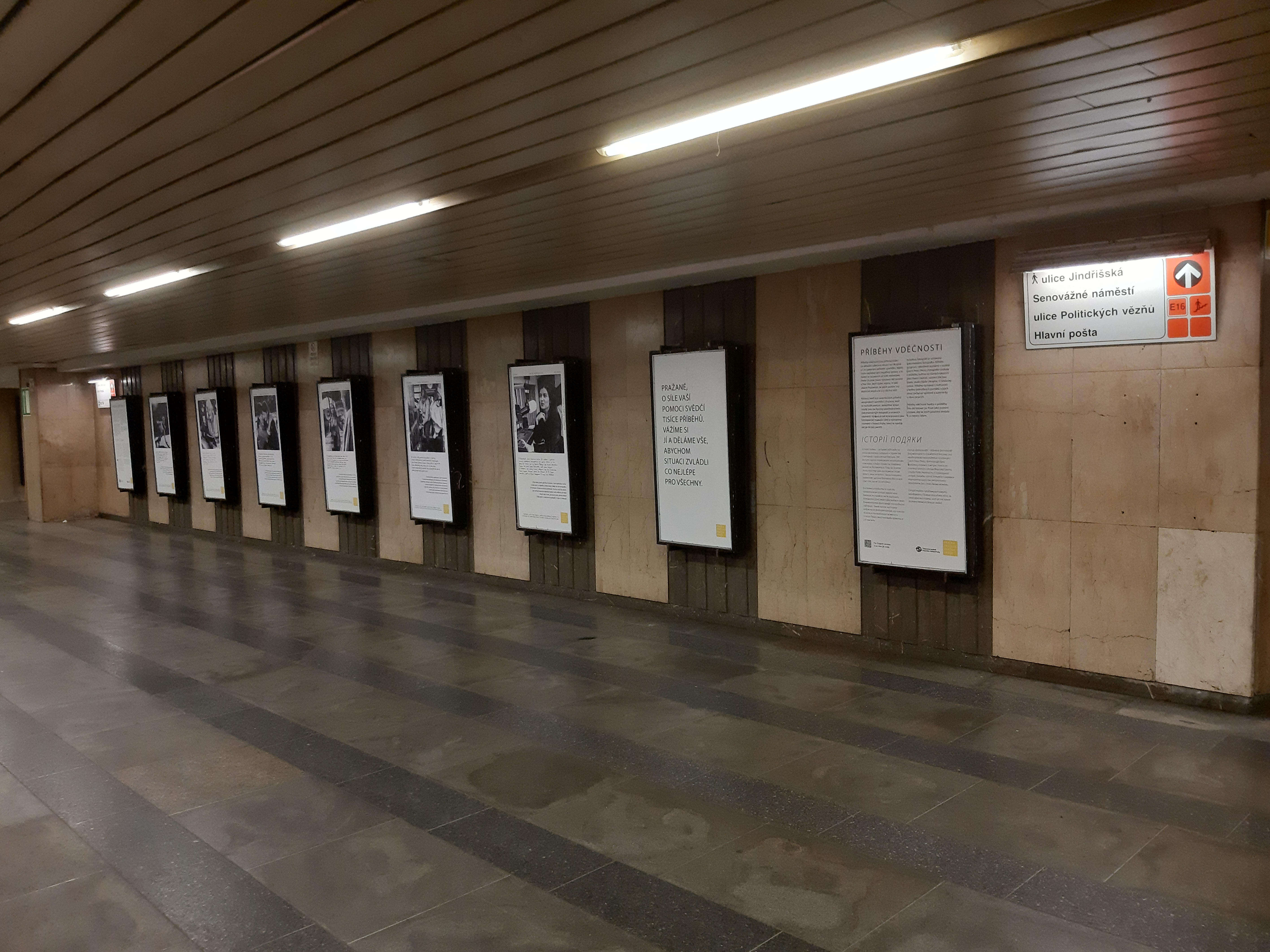
Stanice Pražského metra Můstek – vystavené plakety s tematikou Ukrajinců, kteří po opuštění vlasti začali nový život v ČR.